# Pietramontecorvino
Pietramontecorvino is een gemeente in de Italiaanse provincie Foggia (regio Apulië) en telt 2890 inwoners (31-12-2004). De oppervlakte bedraagt 71,1 km², de bevolkingsdichtheid is 41 inwoners per km².

## Demografie
Pietramontecorvino telt ongeveer 1142 huishoudens. Het aantal inwoners daalde in de periode 1991-2001 met 4,5% volgens cijfers uit de tienjaarlijkse volkstellingen van ISTAT.
| Jaar | Inwoneraantal |
| ---- | ------------- |
| 1991 | 3111          |
| 2001 | 2972          |

## Geografie
Pietramontecorvino grenst aan de volgende gemeenten: Casalnuovo Monterotaro, Casalvecchio di Puglia, Castelnuovo della Daunia, Celenza Valfortore, Lucera, Motta Montecorvino, Volturino.